# Radicaal 207
Van de in totaal 214 Kangxi-radicalen heeft radicaal 207 de betekenis trommel. Het is een van de vier radicalen die bestaan uit dertien strepen.
In het Kangxi-woordenboek zijn er 14 karakters die dit radicaal gebruiken.

## Karakters met het radicaal 207

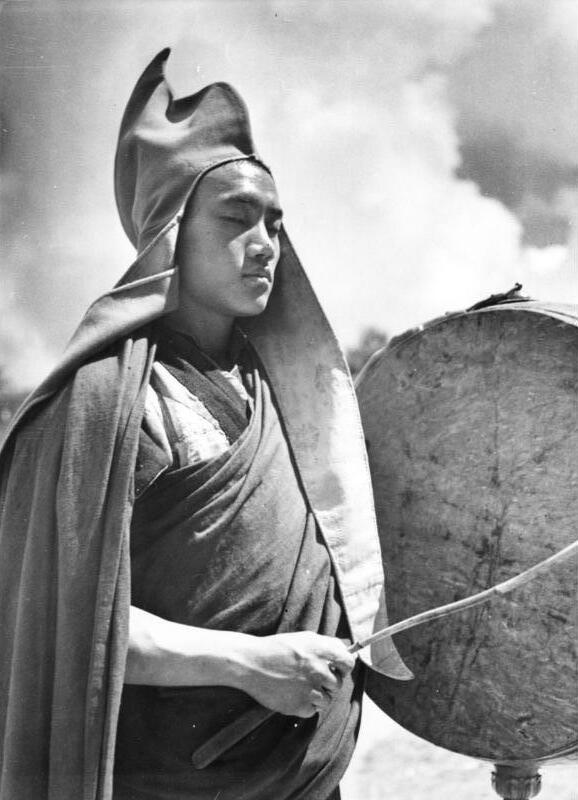
Tibetaanse monnik met trommell

| Strepen | Karakter    |
| ------- | ----------- |
| + 0     | 鼓 鼔       |
| + 5     | 鼕 鼖       |
| + 6     | 鼗          |
| + 8     | 鼘 鼙 鼚 鼛 |
| + 10    | 鼜          |
| + 11    | 鼝 鼞       |
| + 12    | 鼟          |

Orakelbotkarakter
Bronskarakter
Groot zegelkarakter